# Осада Пенсаколы
Осада Пенсаколы (1781; англ. Siege of Pensacola) — эпизод американской войны за независимость, кульминация завоевания Испанией британской провинции Западная Флорида.

## Предыстория
| Корабль                | Пушек | Командир                                    | Экипаж | Примечание |
| ---------------------- | ----- | ------------------------------------------- | ------ | ---------- |
| San Gabriel            | 70    | флагман, контр-адмирал Joaquin de Cañaveral | 600    |            |
| San Juan Nepomuceno    | 70    | капитан José Perez                          | 551    |            |
| San Ramón              | 64    | капитан José Calvo de Irrazábal             | 551    |            |
| Nuestra Señora de la O | 42    | капитан Gabriel de Aristizábal              | 284    | фрегат     |
| Santa Matilde          | 36    | коммандер Miguel de Alderete                | 265    | фрегат     |
| Santa Marta            | 36    | коммандер Andrés Valderrama                 | 271    | фрегат     |
| San Francisco Xavier   | 10    | мастер Juan Vicente Carta                   | 24     | бригантина |
| San Juan Bautista      | 10    | мастер Pedro Iman                           | 24     | бригантина |
| Santo Peregrino        | 14    | лейтенант Juan de Herrera                   | 44     | галера     |
| Carmen                 | 14    | лейтенант Miguel de Sapián                  | 44     | шлюп       |

Когда Испания вступила в войну в 1779 году, Бернардо де Гальвес (исп. Bernardo de Gálvez), энергичный губернатор Испанской Луизианы, сразу же начал наступательные операции для овладения британской Западной Флоридой. В сентябре 1779 года он захватил полный контроль над нижним течением Миссисипи, захватив форт Бют, а вскоре затем добившись сдачи оставшихся сил при Батон-Руж. Он развил успех захватом форта Шарлотта 14 марта 1780 года и штурмом Мобила после краткой осады.
Гальвес стал планировать нападение на Пенсаколу, столицу Западной Флориды, силами из Гаваны, используя недавно захваченный Мобил в качестве отправной точки. Отчеты расходятся в деталях, но 7 марта из Гаваны вышел флот, состоявший из 10 боевых кораблей и 26 транспортов (флагман Хоакин де Канаверал, на San Gabriel), с 2150 солдат на борту (командир генерал-лейтенант Хуан Батиста Бонет, исп. Juan Bautista Bonet).
27 марта эта экспедиция случайно оказалась в виду Пенсаколы, вызвав в городе панику. В ожидании штурма британцы заклепали пушки в передовых укреплениях и отошли в Форт-Джордж. Но вместо высадки Канаверал и Бонет направились в Мобил, куда добрались к 30-31 марта. После долгих консультаций они решили Пенсаколу весной не атаковать. 20 мая флот вернулся в Гавану.
Однако британские подкрепления, прибывшие в Пенсаколу в апреле 1780 года, задержали экспедицию, и когда флот вторжения в октябре наконец вышел в море, то через несколько дней был рассеян ураганом. Гальвес потратил почти месяц, снова собирая флот в Гаване.
К началу 1781 года у британцев в Мексиканском заливе осталась только главная база — Пенсакола, с гарнизоном около 1200 человек.

## Британская оборона
С началом военных действий с Испанией в 1779 году генерал Джон Кэмпбелл, обеспокоенный состоянием обороны, запросил подкрепление, и началось строительство дополнительных фортификаций. К началу 1781 года гарнизон Пенсаколы состоял из 16-го пехотного полка, батальона 60-го пехотного полка и 7-й («Джонстон») роты 4-го дивизиона Королевской артиллерии (ныне 20 батарея 16 полка Королевской артиллерии). Их усилили третьим полком Вальдеков и батальоном Мэрилендских лоялистов, а также Пенсильванскими лоялистами. Эти были провинциальные войска, а не ополчение. В дополнение к солдатам-лоялистам, англичан поддерживали выходцы из племени Мускоги.
Гальвес получил подробные описания обороны в 1779 году, когда посылал помощника под видом переговоров о возвращении беглых рабов, но в последующие годы Кэмпбелл сделал многочисленные изменения. Укрепления Пенсаколы в начале 1781 состояли из Форт-Джордж, земляного вала, увенчанного частоколом, который был перестроен под руководством Кэмпбелла в 1780 году. Севернее форта, тоже в 1780 году, был построен редут принца Уэльского, а северо-западнее был редут Королевы (Квинс). Кэмпбелл также возвел батарею под названием Форт Барранкас Колорада, у входа в бухту.

## Поход на Пенсаколу
Гальвес с испанским флотом под командованием капитана Хосе Кальбо де Ирасабаля (исп. José Calbo de Irazabal), вышел из Гаваны 13 февраля, с десантом около 1300 человек. Среди них были ополченцы из мулатов и свободных негров-кубинцев. Гальвес приказал доставить дополнительные войска из Нового Орлеана и Мобила.
Подойдя к бухте Пенсаколы 9 марта, Гальвес высадил часть войск на остров Санта-Роза — косу, прикрывающую бухту. Когда выяснилось, что остров не защищен, он выгрузил и установил часть артиллерии, которую затем использовал для изгнания из бухты английских кораблей.
Войти в бухту испанцам оказалось трудно, как и годом раньше, при захвате Мобила. Часть припасов, чтобы облегчить корабли, была выгружена на острове Санта-Роза, но после того как головной, 64-пушечный San Ramon, сел на мель в попытке пройти, Кальбо, командующий флотом, отказался направить корабли в канал, ссылаясь на опасность и британские пушки, которые якобы полностью простреливали вход в бухту.

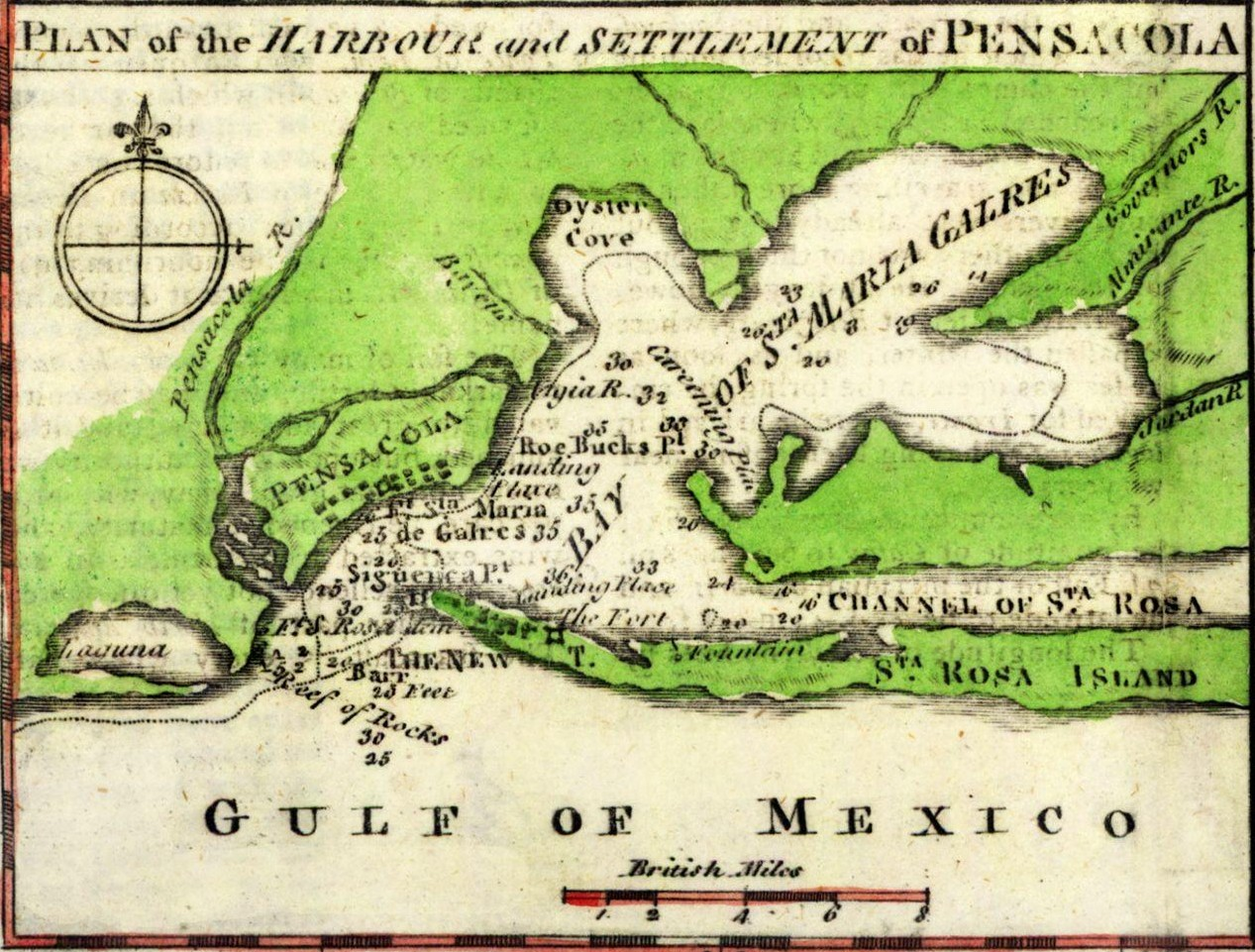
Карта бухты Пенсакола, 1763 год

Тогда Гальвес свой властью, как губернатор Луизианы, реквизировал те корабли флота, которые были из Луизианы. Затем он прибыл на Gálveztown и 18 марта на нём вошел через канал в бухту; следом сквозь неэффективный британской огонь прошли ещё три луизианских судна. После отправки Кальбо подробного описания канала, капитаны под его командованием настаивали на форсировании, которое и произвели на следующий день. Кальбо, утверждая, что его задача по доставке войск Гальвеса «завершена», увел San Ramon обратно в Гавану.
24 марта испанская армия и ополчение передвинулись в центр боевых действий, и войска с Санта-Роза присоединились к прибывающим из Мобила. В течение первой недели апреля были разведаны укрепления Пенсаколы. Дальше всего от города был редут Кресчент; следующий Сомбреро, затем Форт-Джордж. Войска встали лагерем и начали широкую подготовку к осаде. Сотни инженеров и рабочих подвозили предметы снабжения и вооружение. Люди рыли окопы, блиндажи и редуты, была построена крытая дорога, чтобы защитить войска от постоянного огня британских пушек, гаубиц, картечи и гранат.
Подготовка была прервана 19 апреля, когда был обнаружен большой флот, направлявшийся в бухту. На первый взгляд, это могли быть подкрепления британцам. Но это был соединенный испано-французский флот из Гаваны, а во главе его Хосе Солано и Ботэ (исп. José Solano y Bote) и Франсуа Эмар, барон де Монтейль (фр. François Aymar, Baron de Monteil), а с ними испанский фельдмаршал Хуан Мануэль де Кагигаль (исп. Juan Manuel de Cagigal). Ранее Гаваны достигли доклады, что у мыса Сан-Антонио замечена британская эскадра, и обеспокоенные тем, что она идет в Пенсаколу, они срочно доставили Гальвесу подкрепления. Прибывший флот имел 1700 человек экипажей и 1600 солдат, в результате общее число испанцев дошло до 8000. Солано решил остаться, чтобы помочь Гальвесу после высадки войск, и оба тесно взаимодействовали.

## Осада

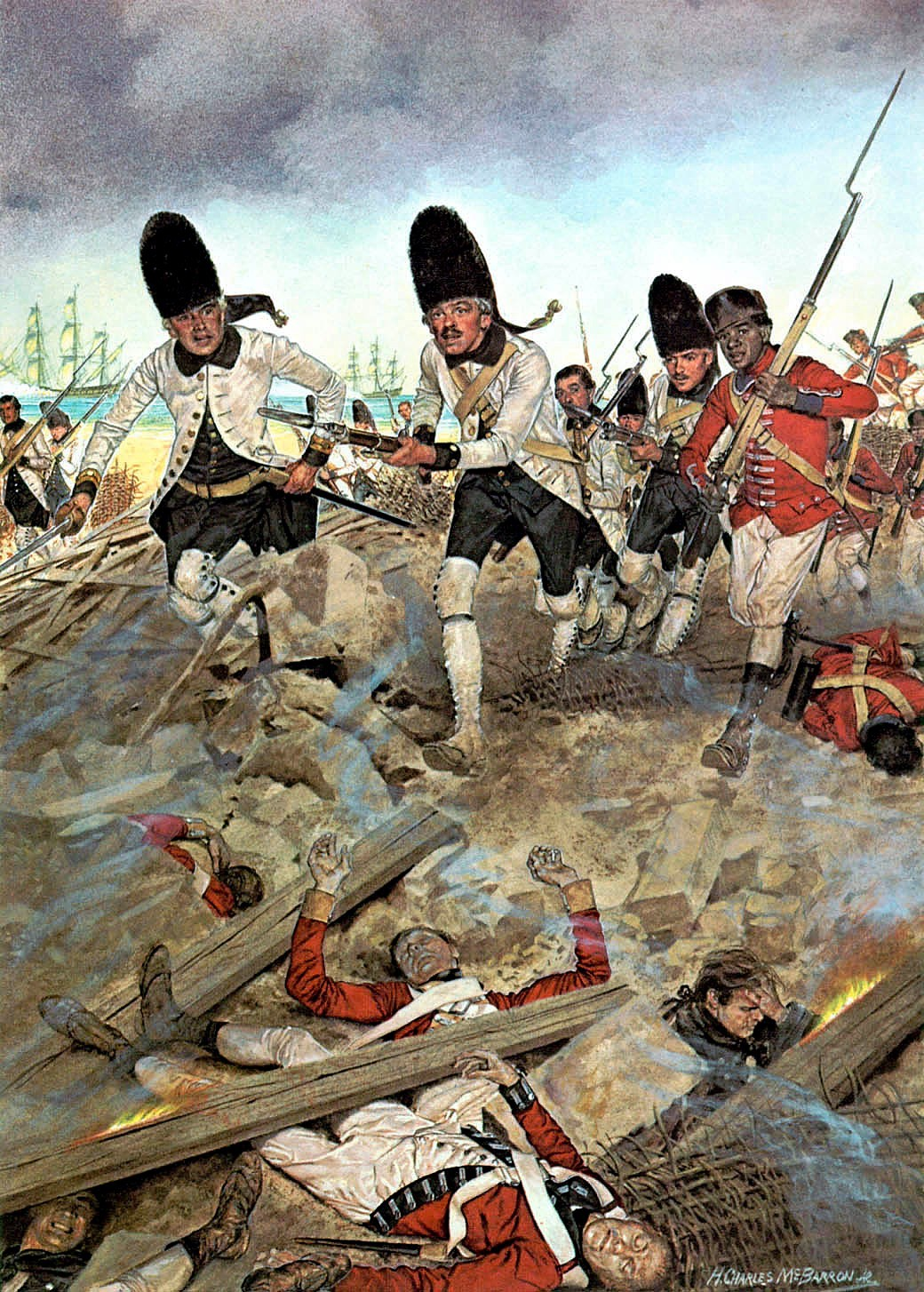
Испанцы на укреплениях Пенсаколы

12 апреля Гальвес был ранен осколком во время рекогносцировки британских укреплений, и командование официально перешло к полковнику Хосе де Эспелета (исп. José de Ezpeleta), личному другу Гальвеса. Испанские батареи открыли огонь 30 апреля, дав начало полномасштабной атаке на укрепления Пенсаколы. Мексиканский залив был по-прежнему бурным, и 5−6 мая на испанские корабли снова налетел ураган. Испанский флот был вынужден уйти, опасаясь, что жестокое волнение выбросит деревянные корабли на берег. Армия продолжала осаду одна. Траншеи затопило, и Гальвес распорядился выдавать войскам рацион бренди.
8 мая удачный выстрел гаубицы попал в пороховой магазин форта Кресчент. Запасы пороха взорвались, убив при этом 57 британских солдат и разрушив укрепление. Теперь Эспелета, командир легкой пехоты, смог возглавить штурм форта, и передвинул в него гаубицы и пушки, для обстрела ближайших двух укреплений. Британцы открыли ответный огонь из форт-Джордж, но были подавлены огневой мощью испанцев.
Понимая, что последняя линия укреплений не выдержит обстрела, британцы в тот же день в 3 часа пополудни подняли на Форт-Джордж белый флаг. 10 мая 1781 года был днем подписания формальной капитуляции. Более 1100 британских солдат были взяты в плен, и ещё 200 потеряны в бою. Испанцы потеряли 74 человека убитыми, 198 получили ранения.

## Итоги

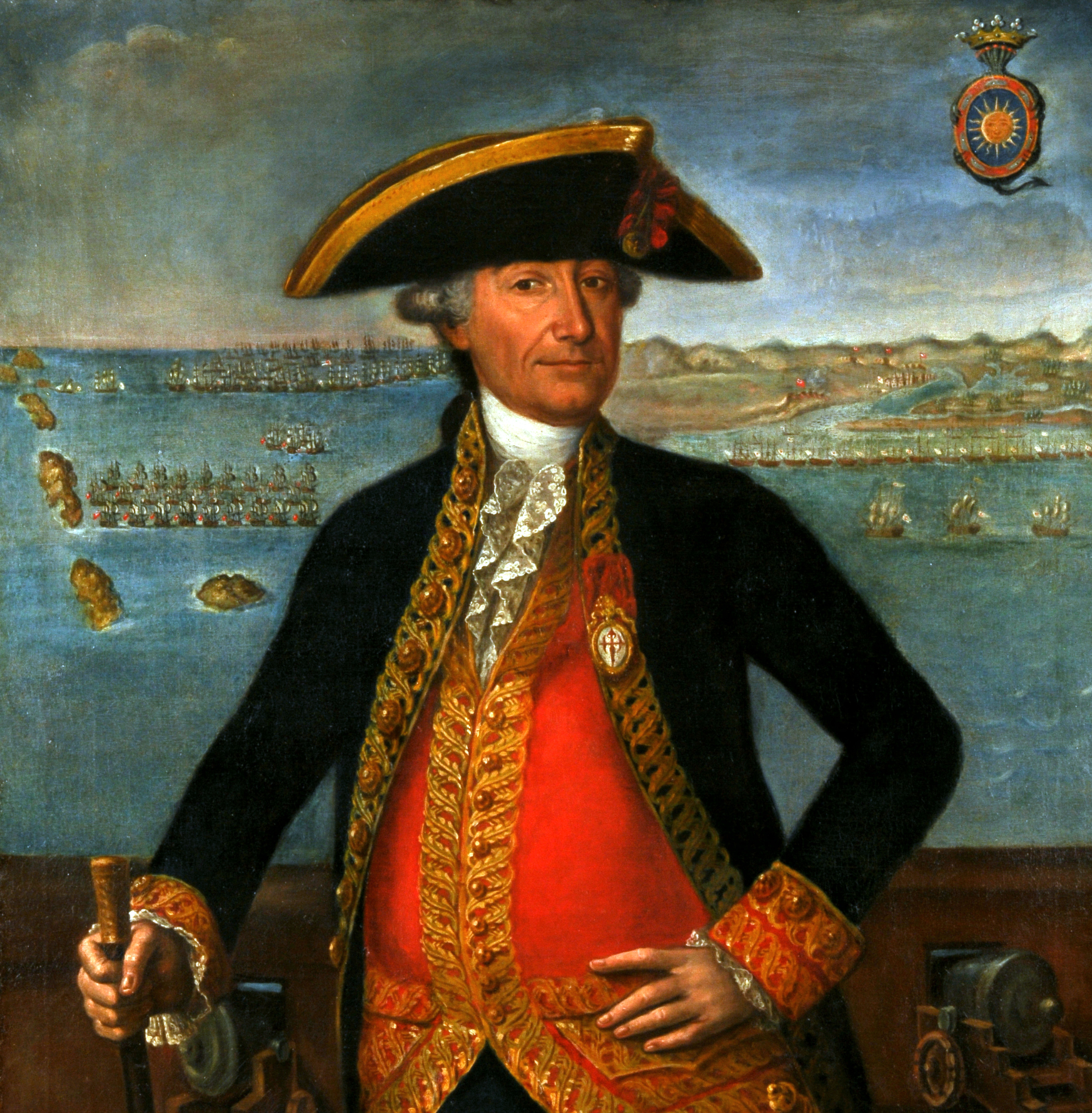
Хосе Солано и Ботэ, на фоне бухты Санта-Роза

Условия капитуляции включали сдачу всей британской Западной Флориды; испанцам кроме гарнизона досталось большое количество военных материалов и припасов. Гальвес передвинул батарею из форта Барранкас Колорадас ближе ко входу в бухту, и построил аналогичные батареи на острове Санта-Роза, в качестве предосторожности против попыток отбить Пенсаколу в будущем.
Британские пленные были сначала перевезены в Гавану, затем возвращены Великобритании в Нью-Йорке в обмен на испанских военнопленных, что вызвало протест со стороны Соединенных Штатов. Действия Гальвеса были вызваны жестоким обращением, которому испанские солдаты подвергались в британских плавучих тюрьмах.
Когда они прибыли в Гавану 30 мая, их встречали как героев. Король Карл III произвел Гальвеса в генерал-лейтенанты. Кроме того Гальвес был назначен губернатором Западной Флориды, а также Луизианы. В августейшей благодарности в частности говорилось: в знак признания того, что Гальвес самостоятельно форсировал вход в бухту, он может поместить на своем гербе слова исп. Yo Solo.
Карл III позже признал заслуги Хосе Солано и Ботэ, пожаловав ему титул маркиз де Сокорро, за его помощь Гальвесу. Картина, изображающая Солано на фоне бухты Санта-Роза, имеет надпись с перечислением его достижений. Картина находится в морском музее Мадрида.
В итоге испанцы одержали сухопутную победу благодаря блокаде с моря, поддержке, и снабжению флотом. Наоборот англичане, лишенные поддержки флота, выдержать долгой осады не могли.